# Bernard Panafieu
Bernard Louis Auguste Paul Panafieu (Châtellerault, 26 januari 1931 – Carpentras, 12 november 2017) was een Frans geestelijke en een kardinaal van de Rooms-Katholieke Kerk.
Panafieu studeerde aan de seminaries van Albi en van de Sulpicianen in Issy-les-Moulineaux. Hij werd op 22 april 1956 priester gewijd. Vervolgens was hij werkzaam in pastorale functies in het aartsbisdom Albi.
Panafieu werd op 18 april 1974 benoemd tot hulpbisschop van Annecy en tot titulair bisschop van Thibilis; zijn bisschopswijding vond plaats op 9 juni 1974. Op 30 november 1978 werd hij benoemd tot aartsbisschop van Aix-en-Provence. Zijn benoeming tot aartsbisschop-coadjutor van Marseille volgde op 24 augustus 1994. Toen Robert-Joseph Coffy op 22 april 1995 met emeritaat ging, volgde Panafieu hem op als aartsbisschop.
Panafieu werd tijdens het consistorie van 21 oktober 2003 kardinaal gecreëerd. Hij kreeg de rang van kardinaal-priester. Zijn titelkerk werd de San Gregorio Barbarigo alle Tre Fontane. Hij nam deel aan het conclaaf van 2005.
Panafieu ging op 12 mei 2006 met emeritaat. Hij overleed in 2017 op 86-jarige leeftijd.
- Bibliothèque nationale de France: cb138982140 (data)
- Gemeinsame Normdatei: 1193586801
- International Standard Name Identifier: 0000 0003 5965 8221
- Istituto Centrale per il Catalogo Unico: TO0V629327
- Système universitaire de documentation: 074270885
- Virtual International Authority File: 219347419